# Valle de Güímar

Das Weinbaugebiet Valle de Güímar in der Provinz Santa Cruz de Tenerife, auf den Kanarischen Inseln, Spanien

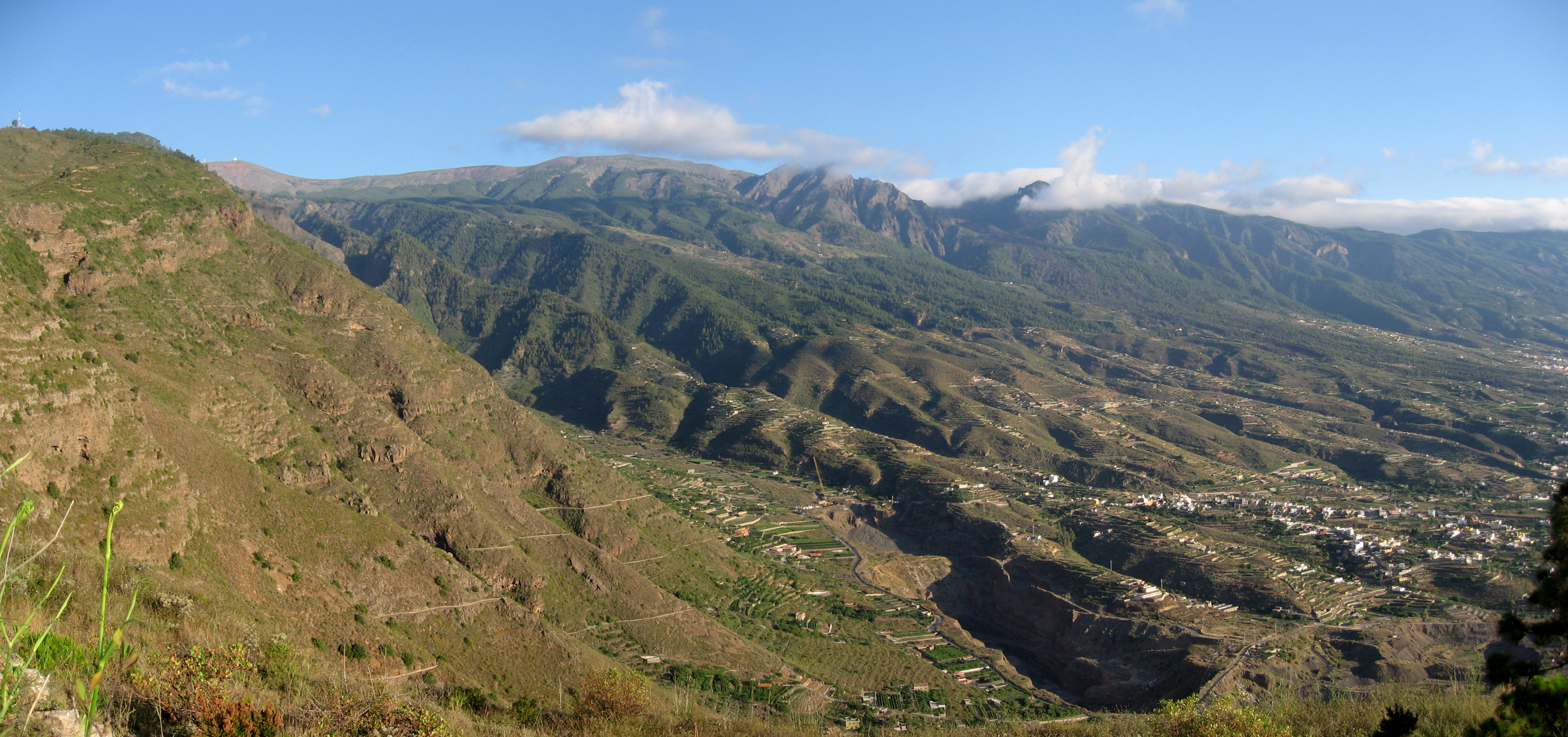
Barranco de Badajoz

Valle de Güímar ist ein spanisches Weinbaugebiet (→ Weinbau in Spanien).
Die Denominación de Origen liegt in der Provinz Santa Cruz de Tenerife im südlichen Teil der Insel Teneriffa. Den Status einer DO erhielt die Herkunftsbezeichnung am 27. September 1996. Die DO umfasst Weinberge in den Gemeinden Arafo, Candelaria und Güímar. Im Weinbaugebiet Valle de Güímar werden hauptsächlich weiße Weine des Typus Jóven aus Listán Blanco sowie Süßweine aus Malvasia und Moscatel produziert.
Andere DO-Herkunftsbezeichnungen auf der Insel Teneriffa sind Abona, Tacoronte-Acentejo, Valle de la Orotava und Ycoden-Daute-Isora.

## Geographie

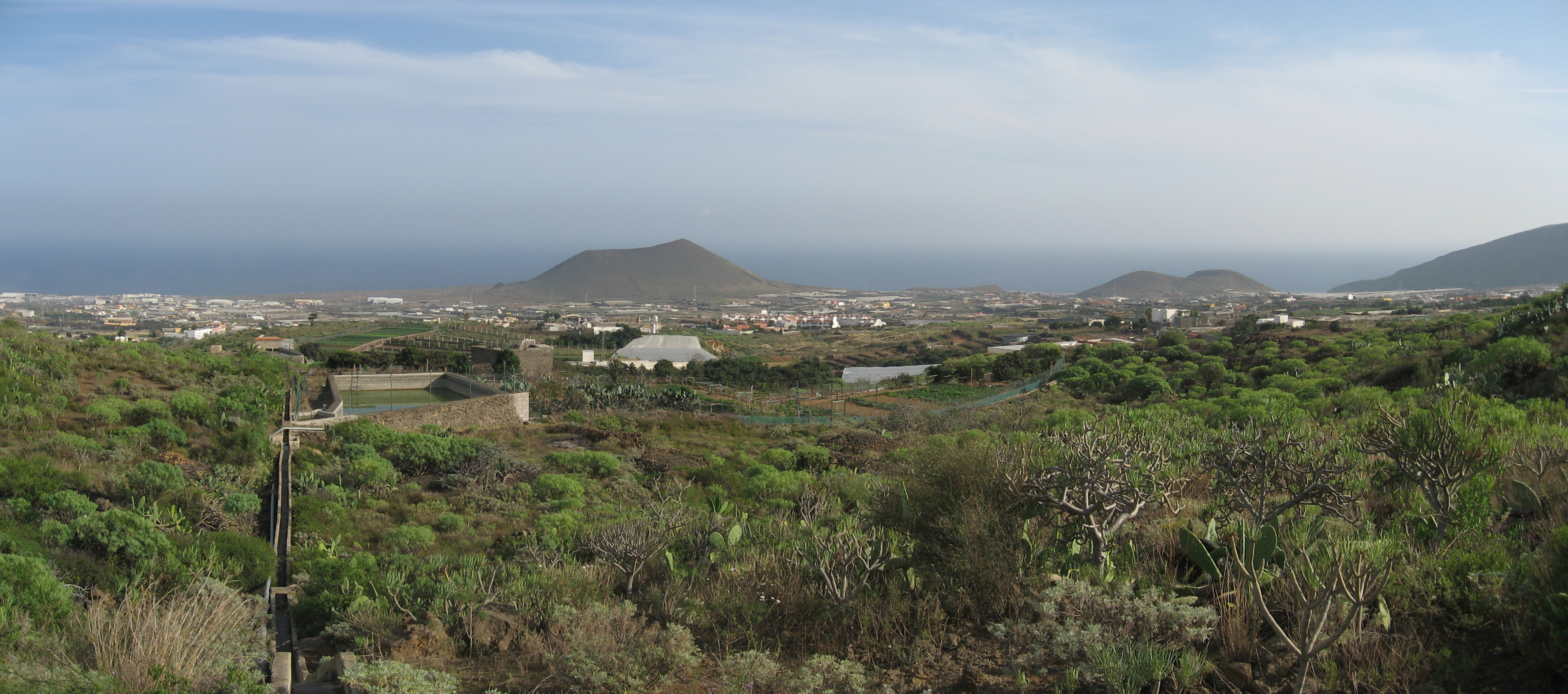
Die Umgebung von Güímar

Das insgesamt 1500 Hektar große Weinbaugebiet liegt auf einer Höhe zwischen 175 und 1600 Meter über dem Meeresspiegel. Der Großteil der Rebflächen befinden sich auf einer Höhe von 600 bis 800 Meter, vereinzelte Flächen liegen auf bis zu 1600 Meter Höhe. Die höher gelegenen Weinberge liegen an den Hängen des 3715 Meter hohen Teide. Diese Flächen zählen zusammen mit den Rebbergen der Appelation Abona zu den höchstgelegenen in Europa. Die Parzellen sind extrem kleingliedrig angelegt.
Bei dem Valle de Güimar handelt es sich um ein etwa 18 × 8 Kilometer großes Gebiet, das durch eine tektonische Bruchstelle entstand.

### Böden
Die Insel Teneriffa entstand vor etwa sieben bis fünf Millionen Jahren durch vulkanische Aktivität. In den tiefer gelegenen Gebieten des Anbaugebiets finden sich sandige Böden, im mittleren Höhenbereich findet sich Bims und in den hochgelegenen Teil überwiegen Böden mit Kalksteinen.

### Klima
Teneriffa besitzt wie alle anderen Inseln des Kanarenarchipels ganzjährig milde Temperaturen auf Grund der südlich der Rossbreiten entstehenden Nordost-Passatwinde. Besonders tagsüber steigt die mit Meereswasser gesättigte Luft am Teidemassiv hinauf. Es bilden sich in etwa 1000 bis 1200 Meter Höhe Wolken, die beim Kontakt mit den dortigen Lorbeer- und Kiefernwäldern zu feinem Nieselregen kondensieren.
Durch diese Tatsache existieren im Weinbaugebiet Valle de Güímar diverse Mikroklimata. In Küstennähe bis auf eine Höhe von 550 m überwiegt ein trockenes und sehr warmes Klima. Die Rebflächen in einer Höhe von 550 bis 1200 Meter (also bis auf Höhe der Wolken) ist das Klima kühler und feuchter. Oberhalb von 1200 Meter sind die Anbaubedingungen wieder trockener. Bei kühleren Temperaturen fallen hier vor allem die Temperaturdifferenzen zwischen Tag und Nacht deutlicher aus und sind dem Anbau strukturierter Weißweine zuträglich.
| Wetterdaten         | Jan  | Feb  | Mär  | Apr  | Mai  | Jun  | Jul  | Aug  | Sep  | Okt  | Nov  | Dez  |
| Ø Sonnenstunden/Tag | 5,9  | 6,6  | 7,1  | 7,7  | 8,8  | 9,8  | 10,6 | 9,8  | 8,5  | 6,9  | 5,9  | 5,5  |
| Luft (°C)           | 17,9 | 17,9 | 18,6 | 19,0 | 20,4 | 22,2 | 24,3 | 25,0 | 24,3 | 22,8 | 20,6 | 18,7 |
| Wasser (°C)         | 19   | 18   | 18   | 18   | 19   | 20   | 21   | 22   | 23   | 23   | 21   | 20   |
| Regentage           | 5    | 5    | 5    | 3    | 1    | 0    | 0    | 1    | 1    | 3    | 5    | 6    |

## Rebsorten
Zu den empfohlenen Rebsorten zählen
- rote Sorten: Listán Negro, Moscatel negro, Negramoll, Malvasía rosada
- weiße Sorten: Gual, Malvasia de Sitges, Verdello

Zugelassen sind darüber hinaus
- rote Sorten: Bastardo Negro, Vijariego Negro
- weiße Sorten: Listán Blanco, Moscatel

Während früher als Reberziehung die Buschform (lokal en vaso genannt) überwog, tendieren die Winzer jetzt eher zur Drahtrahmenerziehung, die lokal en espaldera genannt wird.